# 인도공작
인도공작(印度孔雀; Indian peafowl, blue peafowl, Pavo cristatus)은 크기가 크고 밝은 빛을 띄는 새의 하나로, 남아시아에 자생하지만 세계의 다른 수많은 지역에 유입된 공작종이다. 현재 우리나라에서 사육되는 공작도 대다수가 이 종이다.

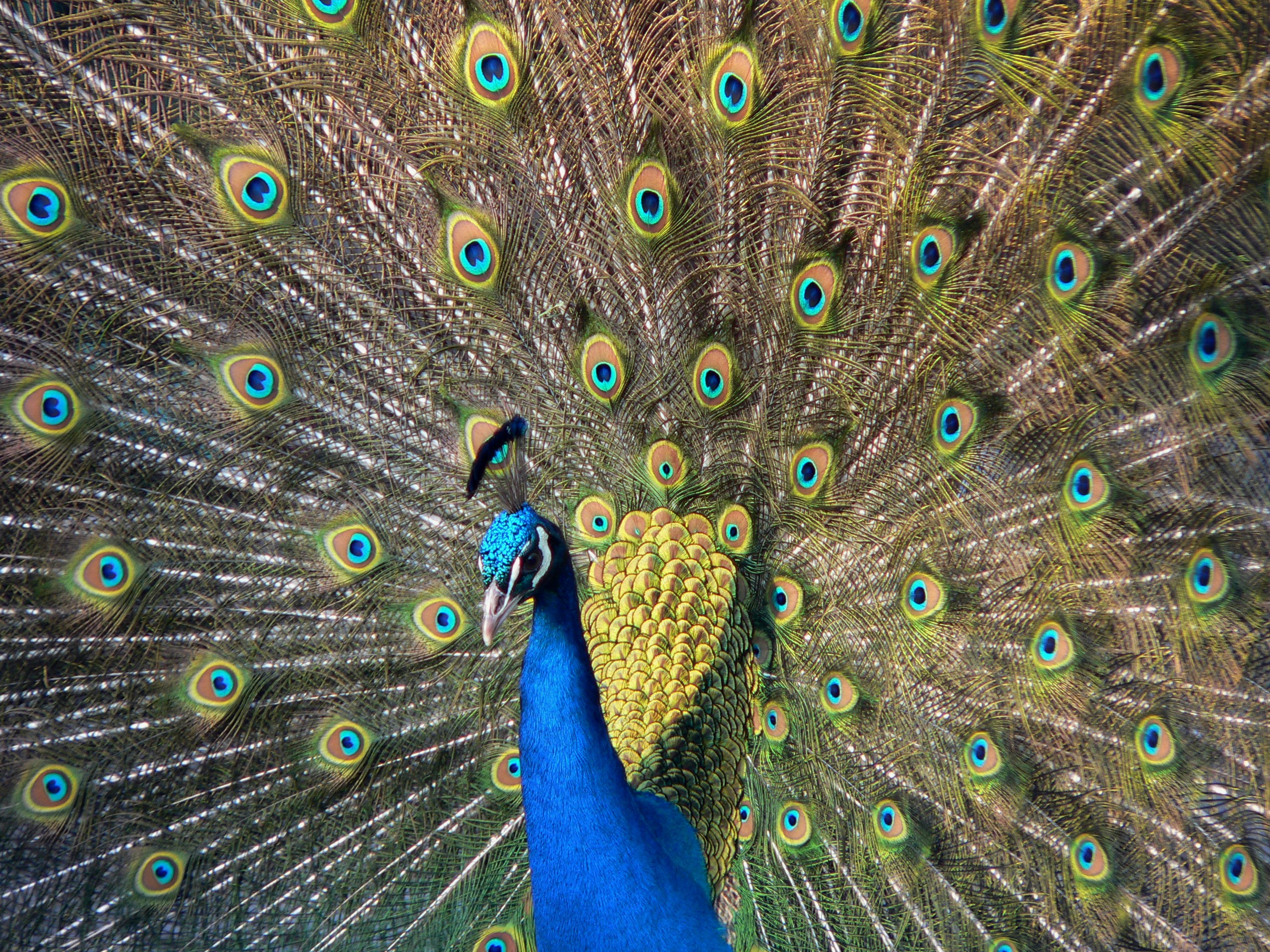
수컷.

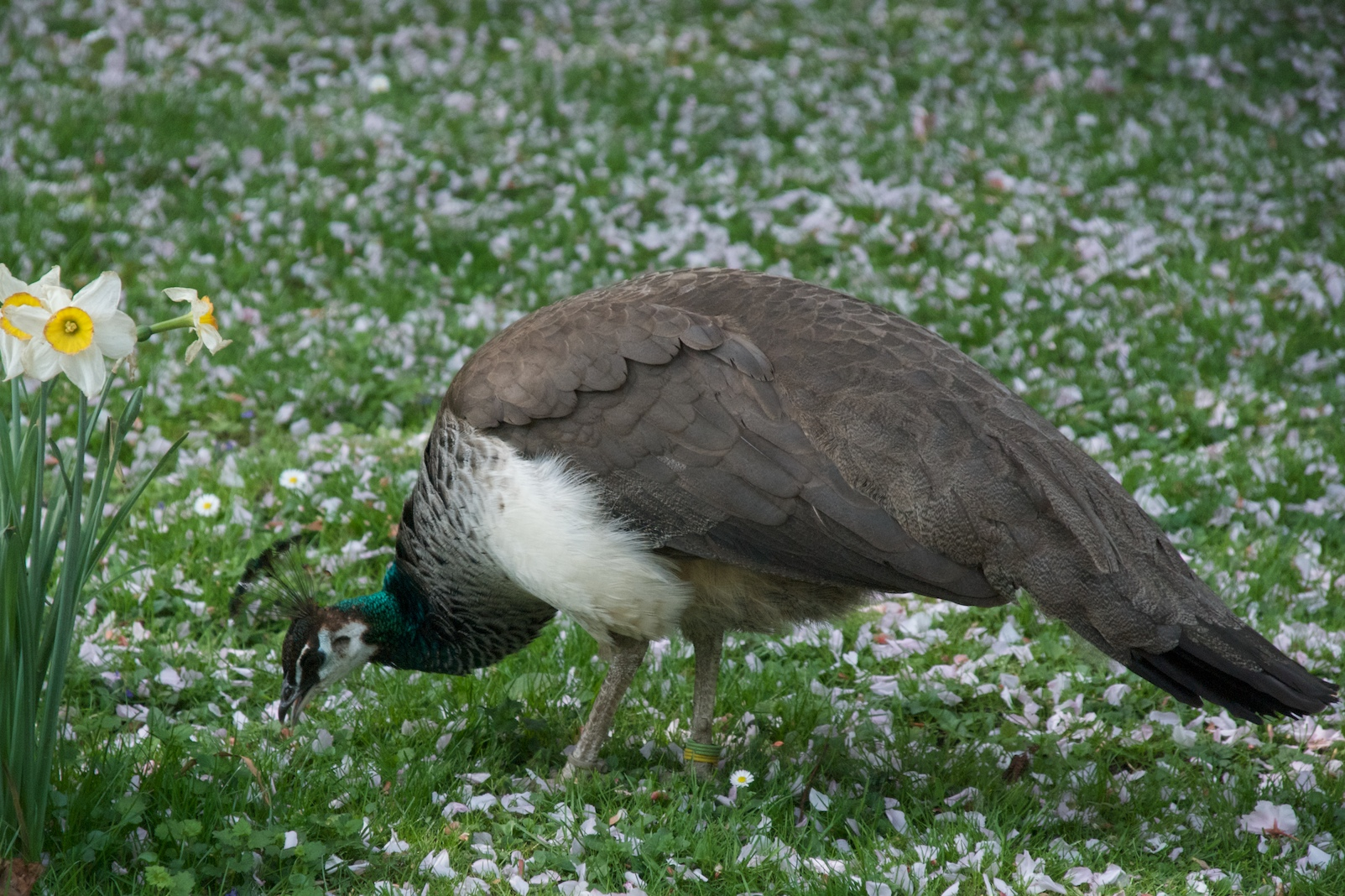
암컷.

자생 지역.

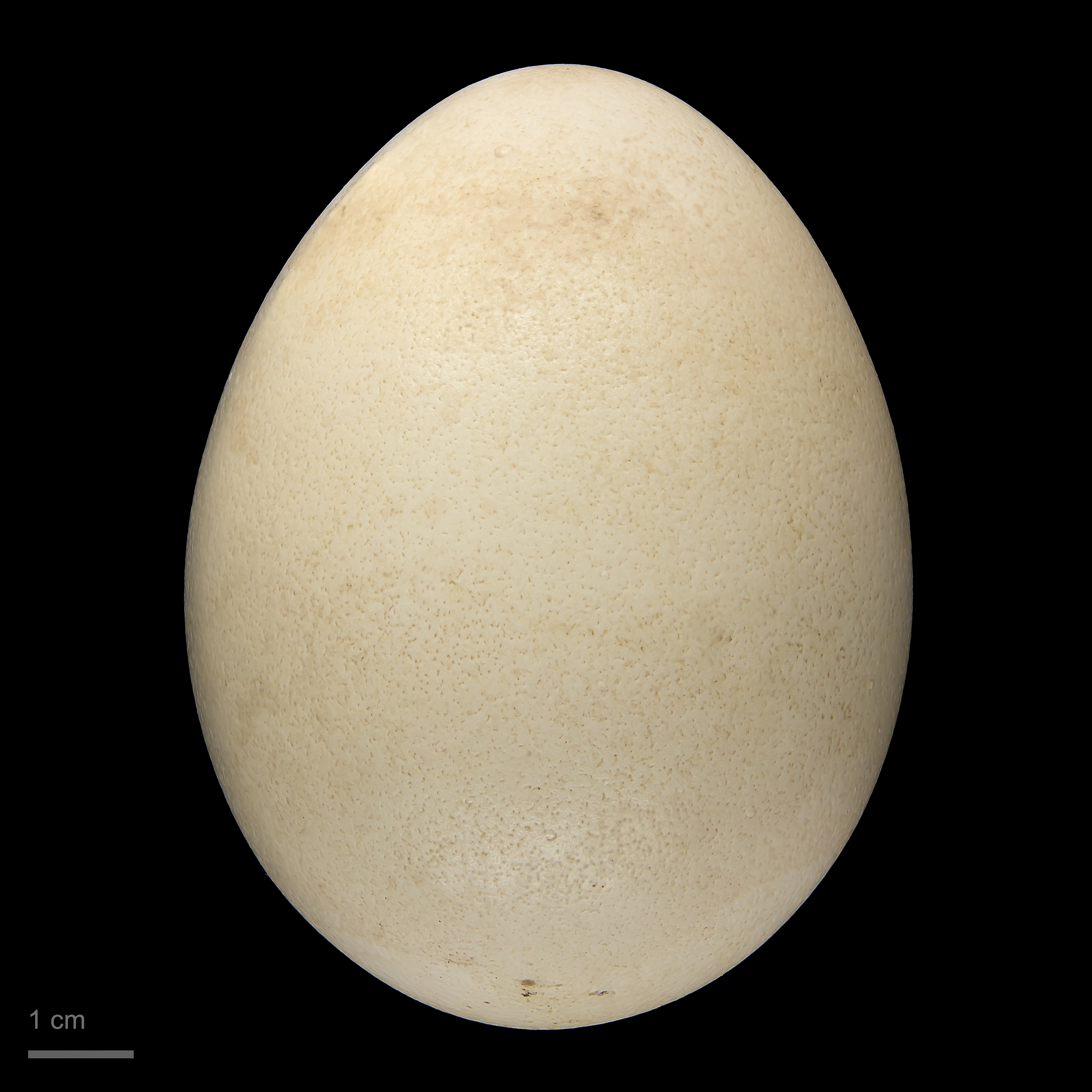
Pavo cristatus

## 특징
수컷은 부채와 같은 깃털을 지닌 것이 특징이며 몸통과 윗꼬리가 길다. 이 뻣뻣한 깃털은 부채로 펴지며 구애 기간 동안에는 떠는 모습을 보인다. 덮여있는 깃털의 길이와 크기에도 불구하고 수컷 공작은 나는 것이 가능하다. 암컷은 목이 녹색이며 칙칙한 갈색 깃털을 지니고 있다. 인도공작은 숲속 땅 위에 주로 거주한다. 시끄러운 소리 때문에 쉽게 발견되는 편이다. 열매나 벌레를 잡아 먹는 잡식성이다.
인도와 그리스 신화에서 이 새를 기리며 인도의 국조이기도 하다. 인도공작은 국제 자연 보전 연맹(IUCN)에 의해 관심대상종으로 지정되어 있다.

## 분류
1758년 《자연의 체계》라는 책에서 칼 폰 린네는 인도공작의 기술적 명칭을 Pavo cristatus로 할당하였다.

## 추가문헌
- Galusha, JG; Hill, LM (1996) A study of the behaviour of Indian Peacocks Pavo cristatus on Protection Island, Jefferson County, Washington, USA. Pavo 34(1&2):23-31.
- Ganguli, U (1965) A Peahen nests on a roof. en:Newsletter for Birdwatchers . 5(4):4-6.
- Prakash, M (1968) Mating of Peacocks Pavo cristatus. en:Newsletter for Birdwatchers . 8(6), 4-5.
- Rao MS, Zaki S, Ganesh T (1981). “Colibacillosis in a Peacock”. 《Current Science》 50 (12): 550–551.
- Sharma IK (1969). “Habitat et comportment du Pavon (Pavo cristatus)”. 《Alauda》 37 (3): 219–223.
- Sharma IK (1970). “Analyse ecologique des parades du paon (Pavo cristatus)”. 《Alauda》 38 (4): 290–294.
- Sharma IK (1972). “Etude ecologique de la reproduction de la paon (Pavo cristatus)”. 《Alauda》 40 (4): 378–384.
- Sharma IK (1973). “Ecological studies of biomass of the Peafowl (Pavo cristatus)”. 《Tori》 22 (93-94): 25–29. doi:10.3838/jjo1915.22.25.
- Sharma IK (1974). “Notes ecologique sur le paon bleu, Pavo cristatus”. 《Les Carnets de Zoologie》 34: 41–45.
- Sharma IK (1981). “Adaptations and commensality of the Peafowl (Pavo cristatus) in the Indian Thar Desert”. 《Annals Arid Zone.》 20 (2): 71–75.
- Shrivastava AB, Nair NR, Awadhiya RP, Katiyar AK (1992). “Traumatic ventriculitis in Peacock (Pavo cristatus)”. 《Indian Vet. J.》 69 (8): 755.